# Liste der Monuments historiques in Huillé-Lézigné
Die Liste der Monuments historiques in Huillé-Lézigné führt die Monuments historiques in der französischen Gemeinde Huillé-Lézigné auf.

## Liste der Bauwerke

### Huillé
| Bezeichnung                 | Beschreibung                           | Standort | Kennzeichnung | Schutzstatus | Datum | Bild |
| --------------------------- | -------------------------------------- | -------- | ------------- | ------------ | ----- | ---- |
| Château du Plessis-Greffier | Schloss, erbaut ab dem 15. Jahrhundert | (Lage)   | PA00109135    | Inscrit      | 1969  |      |
| Château de Huillé           | Schloss, erbaut ab dem 13. Jahrhundert | (Lage)   | PA00109134    | Inscrit      | 1975  |      |
| Kirche St-Jean-Baptiste     | Erbaut ab dem 11. Jahrhundert          | (Lage)   | PA00109136    | Inscrit      | 1980  |      |

## Liste der Objekte
- Monuments historiques (Objekte) in Huillé in der Base Palissy des französischen Kultusministeriums
- Monuments historiques (Objekte) in Lézigné in der Base Palissy des französischen Kultusministeriums